# Edward James Gay (1878–1952)
Edward James Gay, född 5 maj 1878 i Iberville Parish, Louisiana, död 1 december 1952 i New Orleans, Louisiana, var en amerikansk demokratisk politiker. Han representerade delstaten Louisiana i USA:s senat 1918-1921.
Gay studerade vid Princeton University. Han var verksam inom sockerproduktionen. Han var sonson till kongressledamot Edward James Gay.
Gay fyllnadsvaldes 1918 till USA:s senat. Han kandiderade inte till en sexårig mandatperiod i senatsvalet 1920. Han efterträddes 1921 som senator av Edwin S. Broussard.
Gays grav finns på Metairie Cemetery i New Orleans.